# Polyplumaria arenaria
Polyplumaria arenaria är en nässeldjursart som beskrevs av Antsulevich 1997. Polyplumaria arenaria ingår i släktet Polyplumaria och familjen Plumulariidae. Inga underarter finns listade i Catalogue of Life.